# سایا ایری
سایا ایری (انگلیسی: Saaya Irie؛ زادهٔ ۱۵ نوامبر ۱۹۹۳) یک خواننده اهل ژاپن است.